# Ivanhoe (Kalifornija)
Ivanhoe je naseljeno područje za statističke svrhe u američkoj saveznoj državi Kalifornija. Prema popisu stanovništva iz 2010. u njemu je živjelo 4.495 stanovnika.